# 극장판 헬로 카봇: 달나라를 구해줘!
《극장판 헬로 카봇: 달나라를 구해줘!》은 헬로 카봇 시리즈의 세번째 극장판이다.

## 개요
2019년 9월 4일 헬로 카봇 세번째 극장판으로 개봉되었다. 배급사는 롯데엔터테인먼트.

## 시놉시스
평화로웠던 지구에는 타워크레인, 우주정거장 등이 사라지고,
달의 뒷면에서 살던 토끼족 마을은 외계 로봇의 공격으로 위기에 처하게 된다.
이 모든 것은 바로 지구를 정복하려는 치올라 외계인들의 공격이었던 것!
평화를 수호하는 차탄과 카봇들은 달을 넘어 지구까지 혼란에 빠뜨린
치올라 외계 군단에 맞서기 위해 달나라로 떠나게 되는데…!
지구와 달을 구하기 위한
카봇들과 토끼족들의 지상최대 연합작전이 시작된다!

## 등장인물
- 달려라 바니
- 위대한 토끼발
- 놀란 토끼눈

## 등장 카봇
- 스카이건너
- 소나다이버

## 목소리 출연
- 조경이: 달려라 바니
- 민아: 위대한 토끼발
- 엄상현: 놀란 토끼눈
- 김상백: 스카이건너
- 김두용: 소나다이버, 파고파고 또파고
- 소정환: 펑타, 절대미각 떡장금
- 이지현: 폭포의 눈물

## 스태프
오프닝 크레딧
- 배급: LOTTE ENTERTAINMENT
- 제작: CHOIROCK CONTENTS FACTORY
- 공동제작: STUDIO W.BABA
- 공동투자/제공: (주)초이락컨텐츠팩토리, 스튜디오더블유바바(주)

엔딩 크레딧
- 제작총괄: 최종일
- 총감독: 최신규
- 감독: 김진철
- 시나리오: 조정희
- 구성: 최신규, 김진철, 조정희
- 제작프로듀서: 이홍주, 윤유병
- 제공: (주)초이락컨텐츠팩토리
- 제작: (주)초이락컨텐츠팩토리
- 공동제작: 스튜디오더블유바바(주)
- 공동투자/제공: (주)초이락컨텐츠팩토리, 스튜디오더블유바바(주)
- 라인프로듀서: 류도열, 이대화, 김종현, 박혜원
- 제작관리: 이지영, 유문정, 최예림, 최영일, Yuri
- 아트디렉터: 김정훈
- 캐릭터/배경디자인: 정승준, 김세민, 김현우, 김후연
- 스토리보드: 최지원, 안상욱, 강성우, 전성우, 김은송
- 모델링/맵핑 슈퍼바이저: 장용환
- 모델링/맵핑 팀장: 장용훈
- 모델링/맵핑: 장서윤, 김지나, 안지훈, 노윤경, 장서영, Haw / Dylan / Kan Lun
- 리깅: 이상현 / Eezee / Norman / Mark
- 애니메이션 팀장: 김치관
- 애니메이션: 박소희, 정보영, 채수정, 최정은, 방미희, 홍준호, 정종현, 노현석, 이유리, 오경표, 정혜원, 문희원, 이승희 / Aping / Yuen Mun / Nos / Koori / Cheau Shin / Chan Wei / Sun Sun / Naoki / Waddy / Yong / Willy / Andros / Kar Soon / Alex Hakim / Sahrin / Bear / Sean / Jason / Kai En / Thomas / Gilliam / Thung Yan / Angie Raja / Kenneth / Natasha / Mei Zi / Jian Yong / Hanrick / Cloey / Charmaine / Chun Peng / Suet Yeng
- 영상편집: 김진철
- VFX 슈퍼바이저: 임경훈
- 렌더/라이팅/합성 슈퍼바이저: 정승원
- 렌더/라이팅/합성 팀장: 김형철, 이현재
- 렌더/라이팅/합성: 문정아, 임수빈, 정재환, 박민진, 조소희, 이현정, 김대훈, 정주원, 이민주, 정예진 / Timothy / Ridhaudin / Hafiz / Ahmad / Faris / Angela / Yuki Chin / Kok Long
- 이펙트 팀장: 구요한
- 이펙트: 이효진, 채송연 / Yew Chuan / Alan
- 협력 업체: ㈜도파라 (이희승, 윤효상, 이성국, 김유란, 권은진, 박지혁, 김진우, 최다솜, 한아름, 김민성), Enspire Studio (Christian / Andre / Michelle / R. Pradipta / Arai H / Arif B / Sandy K / M. Alif / M.A. / Alwi / Dheni H / Elisabeth / Fendi R / Irma H / Revin S.N. / Rezi N / Rudy H / Wirosani / Erik P)
- 녹음: 레전드사운드
- 녹음연출: 이영빈
- 음악: 양광섭, 조성수, 김나영
- 사운드디자인: 위홍, 이진환, 김윤경
- 폴리 레코딩: 최완규
- 폴리 아티스트: 정성권
- 대사편집: 이영빈, 지준석
- 믹싱: 장철호
- 제작 도움: ㈜이엠텍아이엔씨, ㈜도파라, Enspire Studio, 최경한
- 배급: 롯데엔터테인먼트
  - 홍보 책임: 강동영
  - 홍보 진행: 최준식, 송하길, 유혜인, 김기범, 우승완
  - 배급/부가판권 책임: 송승록
  - 국내배급 진행: 김세영, 석승명, 임건
  - 부가판권 진행: 김현철, 채종기, 김종화, 안종진
  - 정산관리 진행: 엄미라, 황보미애, 이민영, 정예선, 최효선
- [마케팅]
  - 마케팅 책임: 이동욱
  - 마케팅: 이현우,강은희, 임보람, 석민우
  - 홍보 디자인: 나용민, 최민혜
  - 마케팅 홍보: 날개엔터테인먼트 (오승현, 오주현, 주혜인, 한태성)
  - 온라인 마케팅: eyescream (최종범, 김미혜, 정유경, 유경, 서정은, 이지영)
  - 온라인 광고디자인: eyescream (김보경, 유단비)
  - 예고편 제작: 스튜디오더블유바바㈜
  - 광고대행: 날개엔터테인먼트 (박세진, 김정훈)
  - 미디어 광고대행: 프리즘에이앤씨 (이상봉, 배유진)
  - 인쇄: (주)UPK (김나중, 이수진)
- 기획/제작: (주)초이락컨텐츠팩토리
- 공동제작: 스튜디오더블유바바㈜
- 극장판 헬로 카봇: 달나라를 구해줘!
- © 2019 HELLO CARBOT MOVIE III All Rights Reserved.

## 주제곡
닫는 곡 - 비밀친구 헬로 카봇
작사: 이주호 / 작곡, 편곡: 이주호, 최희찬 / 건반: 최희찬 / 기타: 이홍섭 / 노래: 이정은 / 랩/랩메이킹: 김서준 / 레코딩: 김형진(초이락컨텐츠팩토리) / 믹싱: 최희찬(PAN studio) / 마스터링: 박정언(허니버터 스튜디오)

### [삽입곡]
'나를 봐요'
작사, 작곡: 최신규 / 편곡, 피아노: 로이 / 키보드, 스트링: 기쁨 / 노래: 강은애 / 레코딩, 믹싱 엔지니어: 김형진 / 마스터링엔지니어: 강승희
'토끼방아'
작사, 작곡: 최신규 / 편곡: 로이, 기쁨 / 피아노: 로이 / 키보드, 스트링: 기쁨 / 베이스: 김정현 / 노래: 안녕 / 레코딩, 믹싱 엔지니어: 김형진 / 마스터링엔지니어: 강승희
'포도알'
작사, 작곡: 최신규 / 편곡: 로이, 기쁨 / 피아노: 로이 / 키보드, 스트링: 기쁨 / 노래: 안녕 / 레코딩, 믹싱 엔지니어: 김형진 / 마스터링엔지니어: 강승희
'담배 연기 싫어요(카봇 금연송)'
작사, 작곡: 최신규 / 편곡: 로이, 기쁨 / 피아노: 로이 / 키보드, 스트링: 기쁨 / 노래: 레니 / 레코딩, 믹싱 엔지니어: 김형진 / 마스터링엔지니어: 강승희
'보름달'
작사, 작곡: 최신규 / 편곡: 로이, 기쁨 / 피아노: 로이 / 키보드: 기쁨 / 노래: 레니 / 레코딩, 믹싱 엔지니어: 김형진 / 마스터링엔지니어: 강승희
'아모르 파티'
작사: 이건우, 신철 / 작곡, 편곡: 윤일상 / 노래: 김연자